# Brian Kilby
Brian Kilby   (Coventry, 26 de febrer de 1938 - 30 de juny de 2024) va ser un atleta anglès especialista en curses de fons, que va competir durant la dècada de 1960.
El 1962 guanyà la medalla d'or en la marató del Campionat d'Europa d'atletisme de Belgrad i, representant Anglaterra, als Jocs de l'Imperi Britànic i de la Comunitat de Perth. Entre 1960 i 1964 va guanyar el campionat britànic de l'AAA de marató.
El 1960 va prendre part en els Jocs Olímpics d'Estiu de Roma, on fou vint-i-novè en la marató del programa d'atletisme. Quatre anys més tard, als Jocs de Tòquio, fou quart en la mateixa prova.
El 6 de juliol de 1963 va establir un nou rècord europeu de la marató amb un temps de 2h 14' 43".

## Millors marques
- marató. 2h14'43" (1963)[5][8]